# Muiden (Wolphaartsdijk)
Muiden (ook wel: Termuyen of De Piet) was een kasteel dat ten westen stond van het Nederlandse dorp Wolphaartsdijk, provincie Zeeland. Het is niet duidelijk waar het kasteel precies heeft gestaan.

## Geschiedenis
In de middeleeuwen was Wolphaartsdijk een eiland, verdeeld in drie ambachten. In het ambacht Westkerke werd op de westpunt, bij het samenvloeien van de Schenge en het Zuidvliet, in de 13e eeuw het kasteel Muiden gesticht. Een mogelijke eigenaar was Willem Gillisse van der Muden, die in 1289 en 1290 werd genoemd in oorkondes en lid was van de Hoge Vierschaar. Het is aannemelijk dat het kasteel onder andere werd gebruikt om tol te heffen op de scheepvaart.
In sommige bronnen wordt tevens melding gemaakt van de nederzetting Mude, met een kerk. De suggestie dat het hier zelfs om een stadje zou gaan, is overigens niet aannemelijk.
Westkerke had veel te lijden van stormvloeden. In 1331 werden het hoofd bij Muiden en de sluisdijk in Westkerke versterkt, maar drie jaar later gingen enkele polders verloren bij een overstroming. Op 16 november 1377 overstroomde het ambacht Westkerke en hierbij ging het kasteel Muiden ten onder. De familie Van Muiden is na het verlies van hun bezittingen waarschijnlijk richting Vlaanderen vertrokken en heeft zich sindsdien Van der Piet genoemd.
De ruïne van Muiden bleef nog lange tijd overeind staan en de toren zou als baken hebben gediend. Een storm op 19 november 1512 zorgde echter voor de volledige verwoesting van de ruïne.
In 1701 werd muurwerk aangetroffen op de slikken voor de Westkerkepolder dat vermoedelijk afkomstig was van het kasteel. De resten werden uitgegraven en afgevoerd voor hergebruik elders.

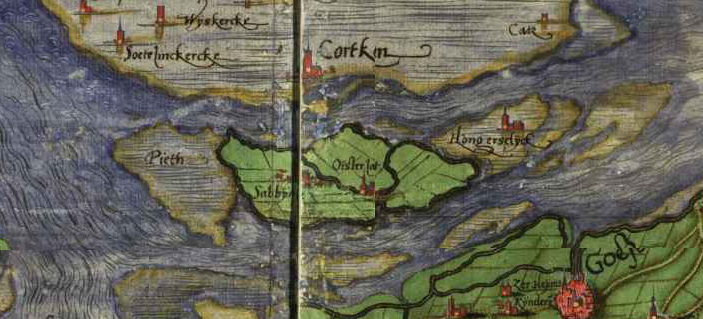
Wolphaartsdijk op een kaart van Christiaan Sgrooten uit 1573. De westzijde van het eiland wordt aangeduid als Pieth en is volledig overstroomd.

Bij de aanleg van de Egbert Petruspolder in 1856 is de vermoedelijke kasteelplaats weer binnendijks komen te liggen.

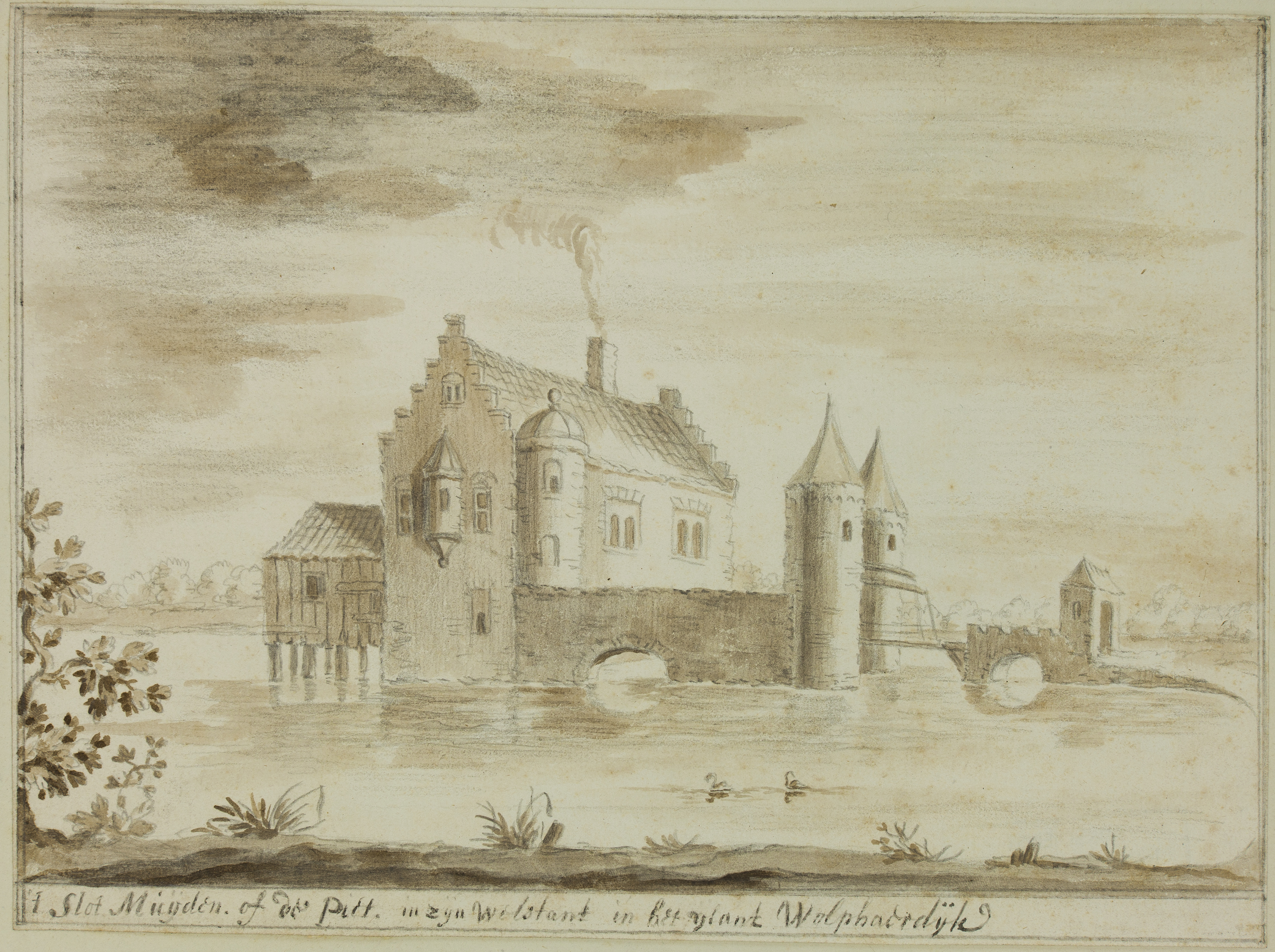
Het Slot Muyden, gebaseerd op de tekening van Van Alkemade.

## Beschrijving
Het is onbekend hoe het kasteel er heeft uitgezien. Er bestaan meerdere 18e-eeuwse afbeeldingen van het kasteel, maar zij worden alle beschouwd als zijnde fantasie. Twee van deze tekeningen zijn van Cornelis van Alkemade en Abraham Rademaker, die zich hierbij hebben gebaseerd op een eerdere, anonieme tekening waarop een omgracht kasteel met torentjes is te zien. Op twee tekeningen van Jacobus Stellingwerff is een omgracht complex te zien met ronde torens en twee evenwijdige woonvleugels met trapgevels. Net als de voorstelling van het kasteel, is ook de naam die Stellingwerff aan het kasteel gaf - Crabbetje op de Piet - voortgekomen uit fantasie.

### Naamgeving
De namen Muiden en Termuyen verwijzen naar de monding van de Schenge en het Zuidvliet waar het kasteel werd gebouwd.
Met De Piet wordt mogelijk verwezen naar het Utrechtse kapittel van Sint Pieter, dat de meeste tienden in deze regio in eigendom had. Een andere verklaring is dat het woord afkomstig is van pitten, oftewel moerasgronden: aan de westzijde van het eiland was het immers moerassig. Maar ongeacht de herkomst van de naam, is deze ook na het verdwijnen van het kasteel in gebruik gebleven, onder andere voor de sluis De Piet, de buurtschap Sluis de Piet en het natuurgebied De Piet.
Aldegonde · Kasteel van Axel · Baarland · Baarsdorp · Barbestein · Biervliet · Bieweg · Blodenburg · Huis der Boede · Brijdorpe · Bruëlis · 't Burchtje · Burggravensteen · Buttinge · Coxijde · Crayenstein · Duinbeek · Duivelsberg · Ellewoutsdijk · Filippenburg · Geersdijk · Gistellis · Gravenhof · Slot Haamstede · Kasteel Hellenburg · Herkestein · Heuvelsweg · Hoge Huis · Ter Hooge · Hoogkamer · Kats · Kind van Trente · Kleverskerke · Kortgene · Kreke · Kruiningen · Laterdale · Lodijke · Maalstede (Hulst) · Maalstede (Kapelle) · Magdalon · Hof Ter Moere · Moermond · Te Mortiere · Muiden · Hof ter Nisse (Nisse) · Hof ter Nisse (Ossenisse) · Oostende · Oostende (Goes) · Oosterstein · Poelvoorde · Poortvliet · Popkensburg · De Pottere · Poucques · Pronkenburg · Ravenstein · Saeftingher Slot · Kasteel van Sint-Maartensdijk · Schengen · Sluis · Smallegange · Stavenisse · Tolhuis van Iersekeroord · Huus ter Tolne · Torenberg · Torenhoeve · Toren van Bourgondië · Troye · Valkenisse · Vinninghen · Vlissingen · Voorhoute · Waarde · Watervliet · Weldamme · Welland · Huis te Werf · Te Werve · Westenschouwen · Westhove · Westkerke · Windenburg · Zandenburg · Zwanenburg